# Нойбёргер
Нойбёргер (нем. Neubörger) — община в Германии, в земле Нижняя Саксония.
Входит в состав района Эмсланд. Подчиняется управлению Дёрпен. Население составляет 1540 человек (на 31 декабря 2010 года). Занимает площадь 16,49 км².

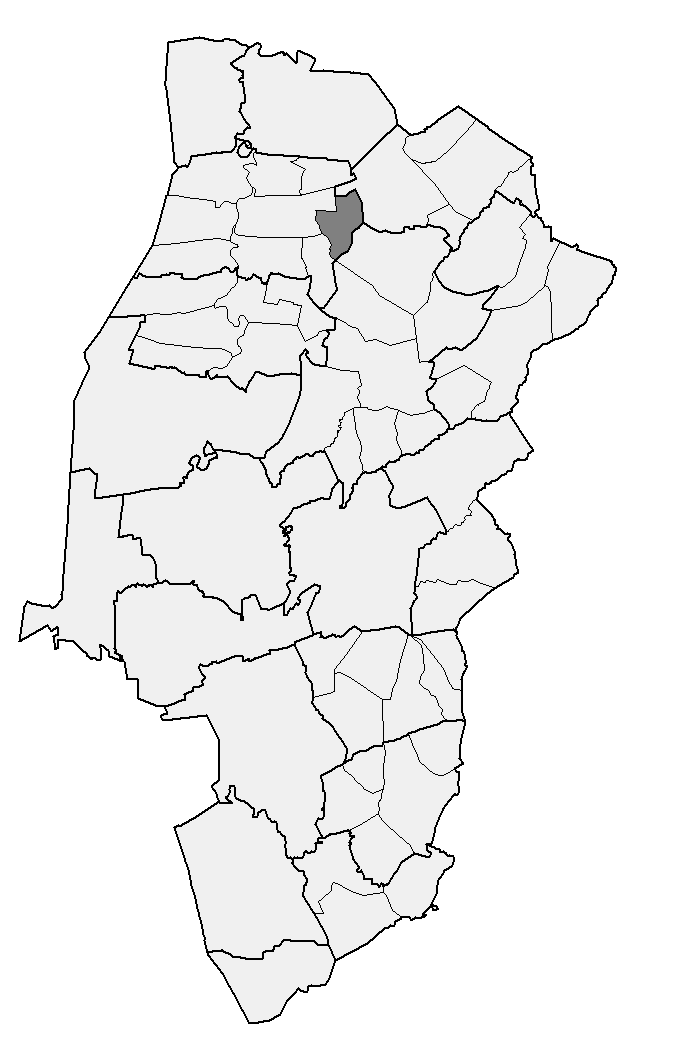
Нойбёргер

| Год  | Население |
| ---- | --------- |
| 1990 | 1351      |
| 1995 | 1448      |
| 2000 | 1522      |
| 2005 | 1530      |
| 2010 | 1533      |